# Zamorze Pniewskie
Zamorze Pniewskie este o arie protejată (sit de importanță comunitară — SCI) din Polonia întinsă pe o suprafață de 305,34 ha, integral pe uscat.

## Localizare
Centrul sitului Zamorze Pniewskie este situat la coordonatele 52°30′49″N 16°12′10″E / 52.5136°N 16.2028°E.

## Înființare
Situl Zamorze Pniewskie a fost declarat sit de importanță comunitară în octombrie 2009 pentru a proteja 2 specii de plante și 3 specii de animale.

## Biodiversitate
Situată în ecoregiunea continentală, aria protejată conține 6 habitate naturale: Ape puternic oligomezotrofe cu vegetație bentonică cu Chara spp., Fânețe de joasă altitudine (Alopecurus pratensis, Sanguisorba officinalis), Mlaștini turboase de tranziție și turbării mișcătoare, Păduri de stejar și carpen Galio-Carpinetum, Păduri aluvionare cu Alnus glutinosa și Fraxinus excelsior (Alno-Padion, Alnion incanae, Salicion albae), Păduri mixte riverane de Quercus robur, Ulmus laevis și Ulmus minor, Fraxinus excelsior sau Fraxinus angustifolia, de-a lungul marilor râuri (Ulmenion minoris).
La baza desemnării sitului se află mai multe specii protejate:
- plante (2): Hamatocaulis vernicosus, moșișoare (Liparis loeselii)
- amfibieni (1): buhai de baltă cu burta roșie (Bombina bombina)
- mamifere (2): castor (Castor fiber), vidră de râu (Lutra lutra)